# Kachaghakaberd
Kachaghakaberd (în armeană Կաչաղակաբերդ, în azeră Qaxaç qalası) este o cetate aflată în vârful unui munte, care face parte de jure din districtul Xocalı al Azerbaidjanului, iar de facto din provincia Askeran a autoproclamatei Republici Arțah.
Traseul montan Janapar trece foarte aproape de cetate. O cărare laterală scurtă pornește de la acest traseu și duce către vârful montan unde se află cetatea.

## Etimologie

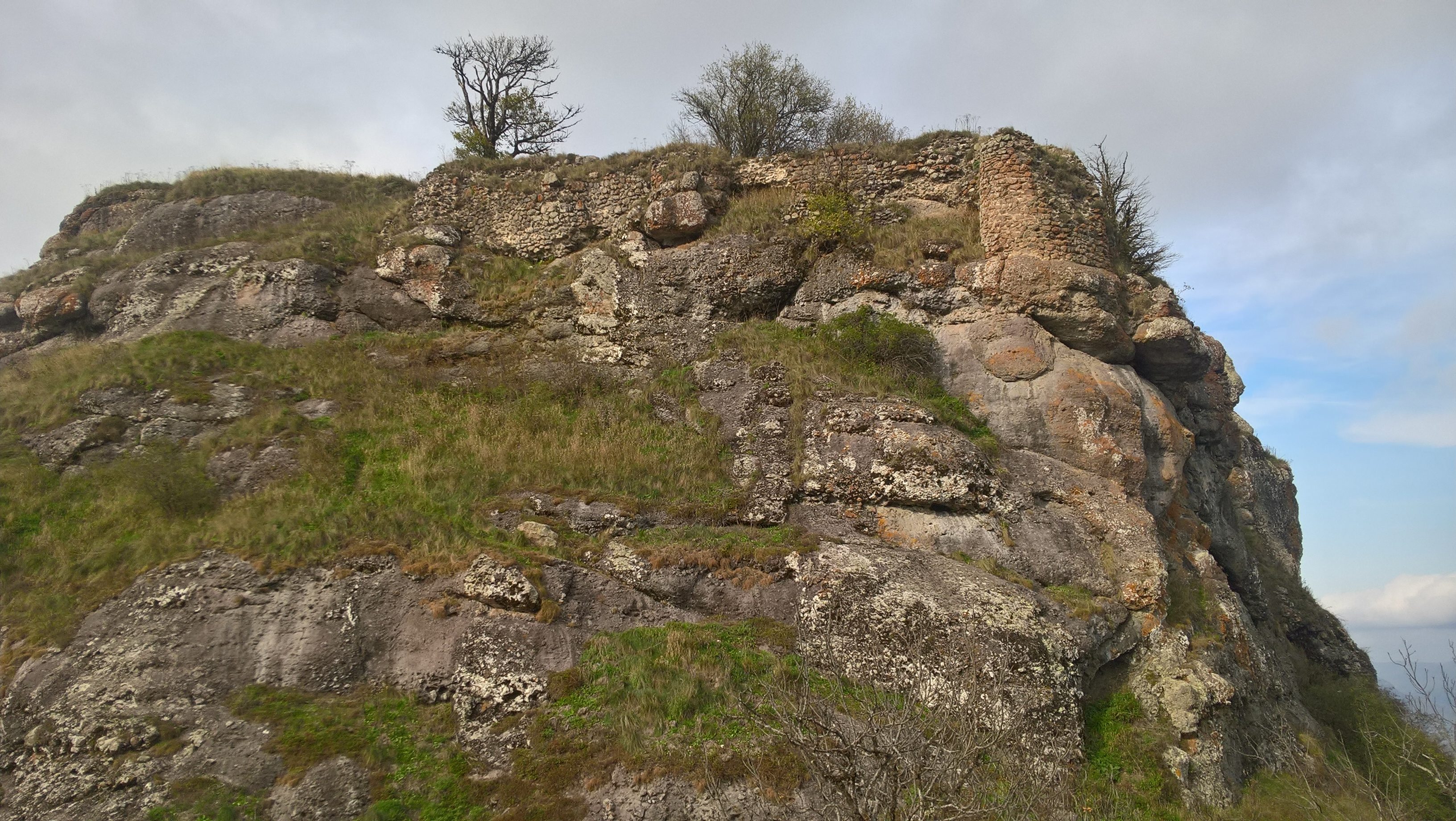
Cetatea Khachaghakaberd situată între satele Kolatak și Almaly

Numel Kachaghakaberd este tradus din armeană ca Cetatea coțofenei, fiind o combinație a cuvintelor կաչաղաք (kachaghak, care înseamnă coțofană) și բերդ (berd, cu sensul de cetate).

## Arhitectură
Cetatea a fost o fortificație importantă a principatului armean medieval Hacen, care a prosperat în Evul Mediu Mijlociu, și este situată la o altitudine de peste 1700 de metri, înconjurată de stânci verticale de calcar cu înălțimile de 50-60 de metri. Ea are o intrare greu accesibilă pe latura sudică. În cursul existenței sale nimeni nu a putut asalta vreodată cetatea. Porțiuni din zidurile sale de apărare au rămas încă în picioare.
Teritoriul cetății ocupă o suprafață mare, deși pare mic. Cetatea conține numeroase încăperi, pasaje secrete tăiate în stânci și creneluri speciale pentru aruncarea pietrelor asupra inamicilor. Problema aprovizionării cu apă a fost rezolvată printr-o metodă unică: două rezervoare tăiate de piatră pentru a stoca apa de ploaie și apa provenită în urma topirii zăpezii se află în centrul cetății. Apa proaspătă a fost adusă de la un izvor aflat la poalele muntelui.

## Galerie

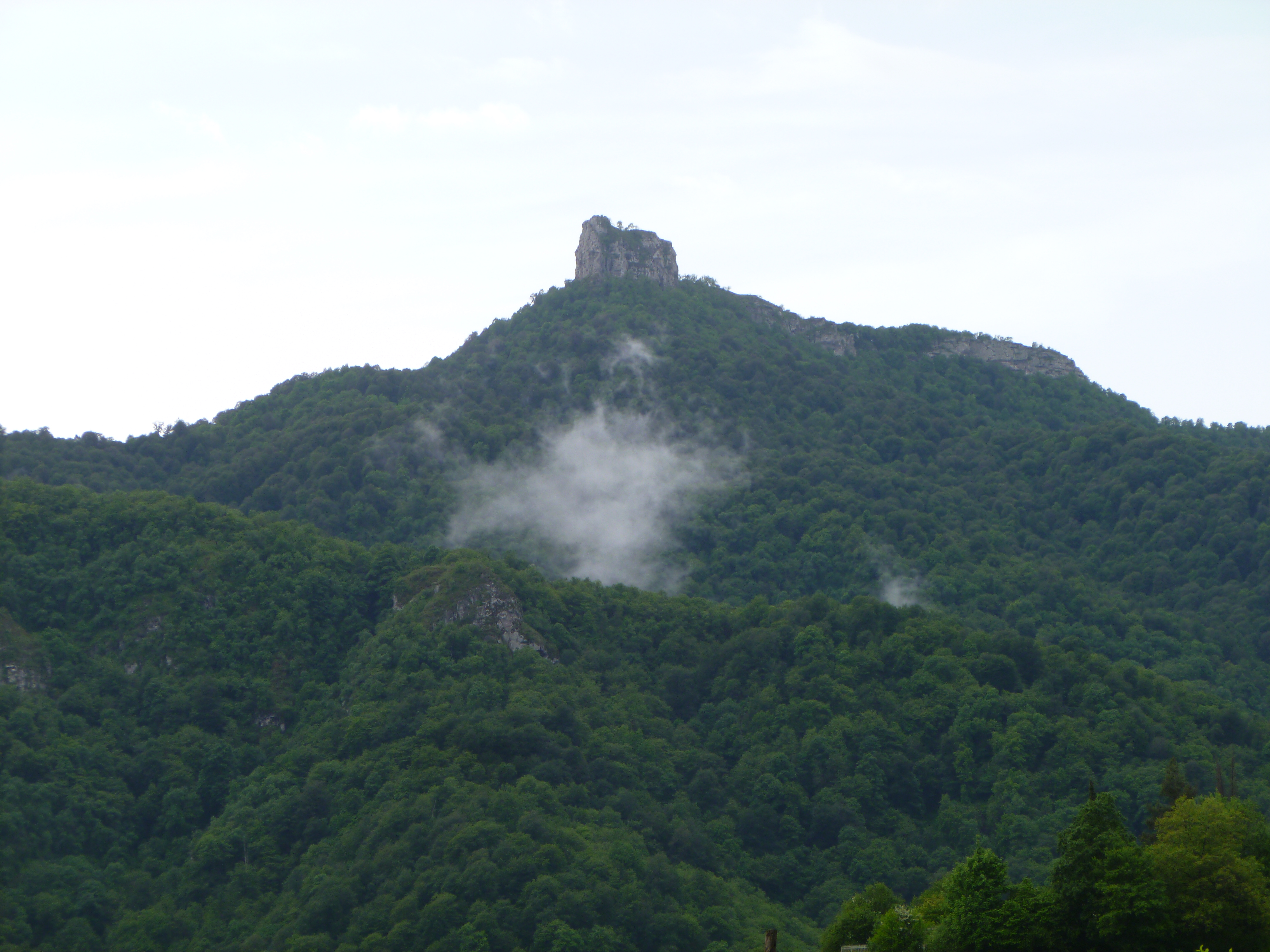
Vedere a turnului cetății
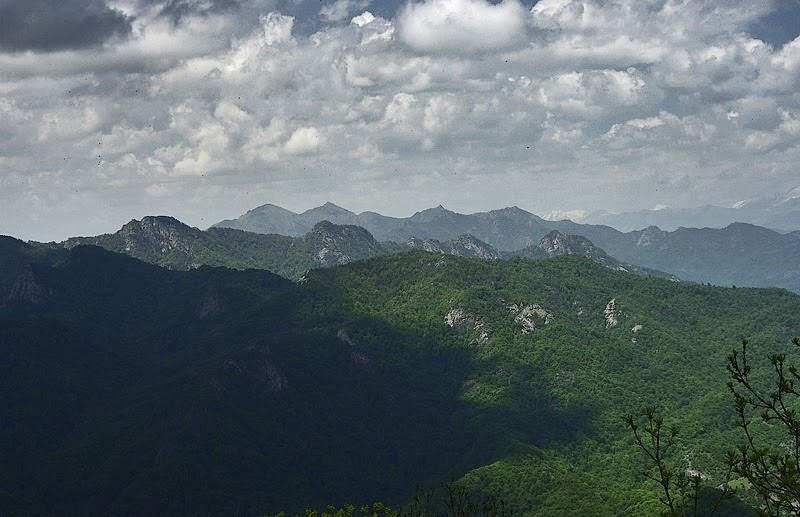
Vedere din turnul cetății
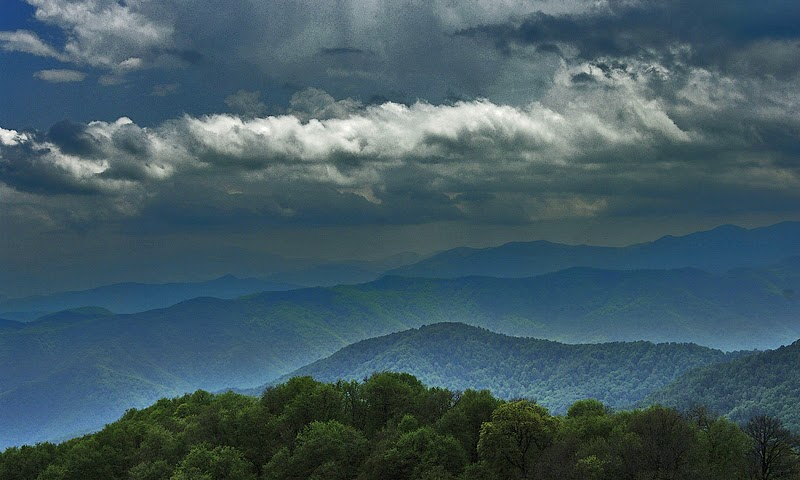
Vedere din turnul cetății
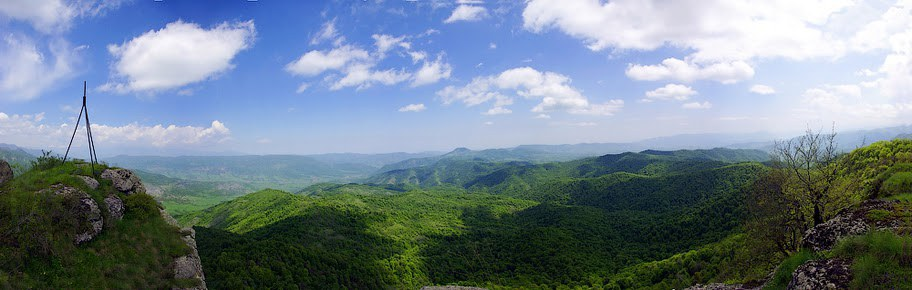
Vedere din turnul cetății
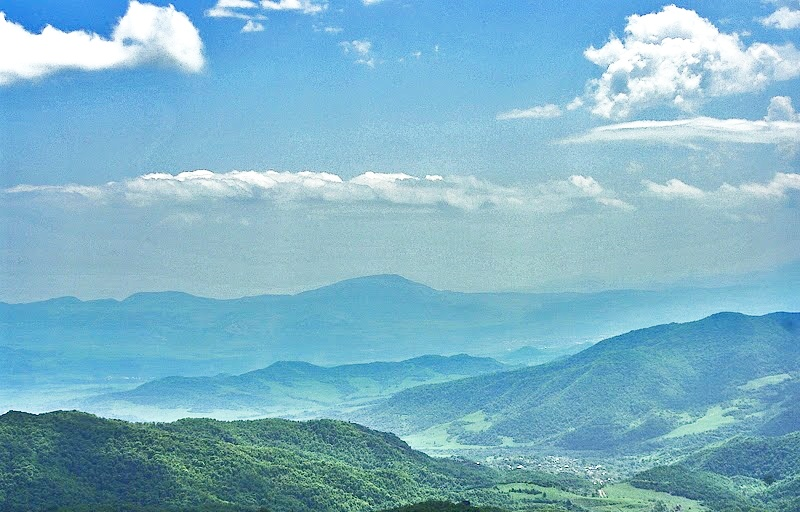
Vedere a satului Kolatak din turnul cetății
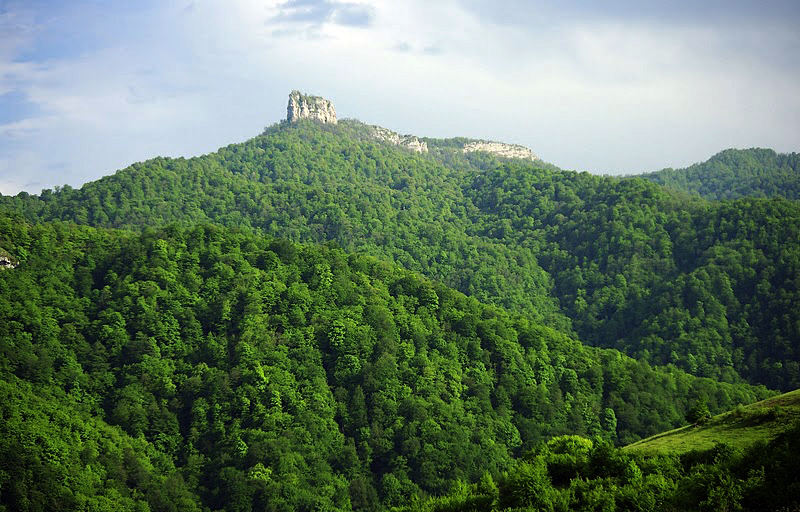
Cetatea Kachaghakaberd